# Rusłan Iwaszko
Rusłan Wiktorowycz Iwaszko, ukr. Руслан Вікторович Івашко (ur. 10 listopada 1986 w Czerniowcach) – ukraiński piłkarz, grający na pozycji napastnika.

## Kariera piłkarska

### Kariera klubowa
Wychowanek klubu Bukowyna Czerniowce. Pierwszy trener Dmytro Hordej. W 2004 podpisał kontrakt z Tawriją Symferopol, barwy, którego bronił w juniorskich mistrzostwach Ukrainy (DJuFL). Karierę piłkarską rozpoczął w drużynie rezerw Tawrii w 2004 roku. W sezonie 2006/07 występował w składzie Chimika Krasnoperekopsk. Latem 2007 przeniósł się do Illicziwca Mariupol. Latem następnego roku odszedł do Desny Czernihów. Na początku 2009 podpisał kontrakt z klubem Feniks-Illiczoweć Kalinine, a po jego rozformowaniu, podczas przerwy zimowej sezonu 2010/11 został piłkarzem Arsenału Biała Cerkiew. W lipcu 2011 przeszedł do Zakarpattia Użhorod, ale już w sierpniu 2011 został wypożyczony do Prykarpattia Iwano-Frankowsk. Podczas przerwy zimowej sezonu 2011/12 przeniósł się do Enerhetyka Bursztyn, w którym grał na zasadach wypożyczenia do lata 2012. Latem 2012 ponownie został wypożyczony, tym razem do FK Połtawa. 15 sierpnia 2013 został wypożyczony do Nywy Tarnopol. Po wygaśnięciu kontraktu z Howerłą wyjechał na Białoruś, gdzie 31 stycznia 2014 podpisał kontrakt z klubem Tarpeda-BiełAZ Żodzino. W końcu grudnia 2014 opuścił białoruski klub. W marcu 2015 roku zasilił skład klubu Hirnyk-Sport Komsomolsk. Na początku 2016 przeniósł się do Heliosu Charków. 9 lipca 2017 przeszedł do Isłaczu Minski Rajon. 5 marca 2018 przeniósł się do Wołyni Łuck, w którym grał do lata 2018.

## Sukcesy i odznaczenia

### Sukcesy klubowe
- mistrz Ukraińskiej Pierwszej Ligi: 2008